# 21世紀ブックス
21世紀ノベルス（にじゅういっせいきノベルス）は、主婦と生活社より1978年から1980年にかけて刊行された新書（ノベルズ）判の小説レーベル。

## 一覧
- セーラー服と機関銃 (赤川次郎）1978年
- 大臣の殺人（梶竜雄）1978年
- 凶鬼 (斎藤栄）1978年
- 権力の朝(和久峻三）
- 企業生贄 - 主力銀行の罠 (広瀬仁紀）1978年
- 七人の軍隊 (草野唯雄）1978年

- 亡命機101便応答せよ（和久峻三）1979年
- 小説都庁（太田久行）1979年
- 死体が私を追いかける（辻真先）1979年
- さらば空港 (草野唯雄）1979年

- 結婚案内ミステリー風 (赤川次郎）1980年
- ブルートレイン北へ還る (辻真先）1980年
- ママとパパの戦場 (広瀬仁紀）1980年
- 皇帝がのこした影 (谷克二）1980年
- 翔んで開く (宇能鴻一郎）1980年
- 18歳の湖 (中山あい子）1980年
- 別居結婚を実行してみたら… (山谷えり子）1980年